# Юге, Эдмон
Эдмон Юге (фр. Edmond Huguet; 19 июня 1863, Ле-Блан — 21 марта 1948, Париж) — французский романист и лексикограф; с 1901 года являлся профессором грамматики и филологии в университете Кан-Нормандия, а в 1923 году стал профессором по истории французского языка в Париже. Известен благодаря своему семитомному сочинению «Dictionnaire de la langue française du XVIe siècle», выходившему в столице Франции в период с 1925 по 1967 год.

## Биография
Эдмон Юге родился 19 июня 1863 года в коммуне Ле-Блан департамента Эндр. Эдмон учился в местной нормальной школе (École Normale) и получил диплом (агреже) в 1887 году — после чего он стал работать учителем в средних школах в Шатору и Париже. В 1894 году он опубликовал во французской столице две работы: о синтаксисе Франсуа Рабле и о сочинениях Жака Амио. В результате он стал кандидатом наук (maître de conférences) и в 1901 году получил позицию профессора грамматики и филологии в университете города Кан. В 1910 году Юге защитил диссертацию по истории французского языка в Парижском университете; с 1921 года он состоял экстраординарным профессором, а с 1923 года — полным (ординарным) профессором. Известен благодаря своему сочинению «Dictionnaire de la langue française du XVIe siècle», выходившему в Париже в семи томах в период с 1925 по 1967 год. Кавалер ордена Почётного легиона (1914).

## Работы
- (Hrsg.) Henri Estienne, La prévalence du langage françois, Paris 1896.
- Les métaphores et les comparaisons dans l’oeuvre de Victor Hugo. Le sens de la forme dans les métaphores de Victor Hugo ; La couleur, la lumière et l’ombre dans les métaphores de Victor Hugo, 2 Bde., Paris 1904/1905.
- Petit glossaire des classiques français du dix-septième siècle contenant les mots et locutions qui ont vieilli ou dont le sens s’est modifié, Paris 1907
- Le Langage figuré au seizième siècle, Paris 1933.
- L'évolution du sens des mots depuis le XVIe siècle, Genf 1934, 1967.
- Mots disparus ou vieillis depuis le XVIe siècle, Genf 1935, 1967.